# Bob Matsui

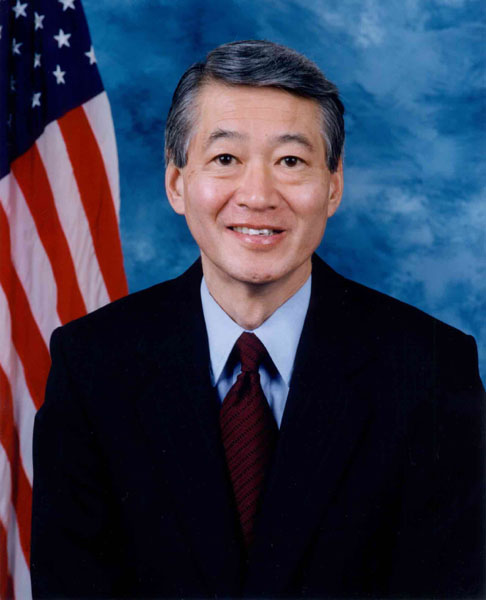
Bob Matsui

Robert Takeo „Bob“ Matsui (* 17. September 1941 in Sacramento, Kalifornien; † 1. Januar 2005 in Bethesda, Maryland) war ein US-amerikanischer Politiker. Zwischen 1979 und 2005 vertrat er den Bundesstaat Kalifornien im US-Repräsentantenhaus.

## Werdegang
Bob Matsui besuchte bis 1959 die C.K. McClatchy High School in Sacramento und studierte danach bis 1963 an der University of California in Berkeley. Nach einem anschließenden Jurastudium am Hastings College of the Law in San Francisco und seiner 1966 erfolgten Zulassung als Rechtsanwalt begann er in diesem Beruf zu arbeiten. Gleichzeitig schlug er als Mitglied der Demokratischen Partei eine politische Laufbahn ein. Zwischen 1971 und 1978 saß Matsui im Stadtrat von Sacramento. Außerdem gehörte er einigen weiteren lokalen Gremien an. Im Jahr 1977 war er stellvertretender Bürgermeister von Sacramento.
Bei den Kongresswahlen des Jahres 1978 wurde Matsui im dritten Wahlbezirk von Kalifornien in das US-Repräsentantenhaus in Washington, D.C. gewählt, wo er am 3. Januar 1979 die Nachfolge von John E. Moss antrat. Nach 13 Wiederwahlen konnte er bis zu seinem Tod am 1. Januar 2005 im Kongress verbleiben. Seit 1993 vertrat er dort als Nachfolger von Nancy Pelosi den fünften Distrikt seines Staates. In seine Zeit als Kongressabgeordneter fielen die Terroranschläge am 11. September 2001, der Irakkrieg und der Militäreinsatz in Afghanistan. Nach seinem Tod wurde seine Frau Doris als seine Nachfolgerin in den Kongress gewählt, die das Mandat bis heute ausübt.